# Erico Galeano
Erico Galeano Segovia (Itauguá, 10 de diciembre de 1966) es un empresario y político paraguayo. Desde 2023 es senador nacional, por el Partido Colorado. Anteriormente fue diputado nacional por el Departamento Central, de 2018 a 2023.
Se ha visto involucrado en varios problemas legales, siendo acusado de actos criminales como lavado de dinero, narcotráfico y corrupción. El 26 de mayo de 2023, el Ministerio Público inició un proceso penal en su contra, siendo acusado de dichos delitos.